# Super Bubble Pop
Super Bubble Pop es un videojuego de lógica publicado en 2002 por Runecraft.

## Jugabilidad
El jugador se enfrenta con las filas de burbujas avanzando de diferentes colores. Pueden lanzar las burbujas propias. La idea es crear una fila, columna o pila de 3 o más burbujas. Cuando eso suceda, estas reventaran.